# 嗜苦菌科
嗜苦菌科（学名：Picrophilaceae）也称嗜酸菌科，为热原体目的一个科。此科的模式属为嗜苦菌属(Picrophilus)。

## 下级分类
- 嗜苦菌属 Picrophilus Schleper et al. 1996